# Lilit Hovhannisyan
Pour les articles homonymes, voir Hovhannisyan.
 (août 2016).
Si vous disposez d'ouvrages ou d'articles de référence ou si vous connaissez des sites web de qualité traitant du thème abordé ici, merci de compléter l'article en donnant les références utiles à sa vérifiabilité et en les liant à la section « Notes et références ».
Lilit Vachagani Hovhannisyan (arménien : Լիլիթ Վաչագանի Հովհաննիսյան, née le 7 décembre 1987 à Erevan, RSS Arménie d’URSS aujourd’hui Arménie ), plus connue sous le nom de Lilit, est une chanteuse de pop arménienne.
Elle a commencé l'enseignement de la musique à travers des classes de piano dès son plus jeune âge à l'école de musique Jrbashyan. En 2005, elle est diplômée de l'université d'État d'Erevan, puis elle poursuit ses études au Conservatoire Komitas d'Erevan à la faculté de jazz et de chant, dont elle est diplômée en 2011.
La première étape de Lilit dans la carrière musicale a été la première saison du spectacle Hay Superstar (2006), la version arménienne de Pop Idol, où elle se classe quatrième sur dix participants. Par la suite, Lilit Hovhannisyan a participé au concours de musique "Yntsa" où parmi plusieurs chanteurs arméniens, elle remporte un grand prix.
Par ailleurs, Lilit a participé à divers festivals, et concours. Elle a représenté la culture arménienne au festival de Prague (2008) et au festival « Expo » de Shanghai.  
Lilit Hovhanisyan est la première artiste arménienne, tout genre confondu qui a dépassé le million de vues sur youtube et détient aujourd’hui le plus grand nombre d’abonnés sur les réseaux sociaux et sur Youtube et possède la plus grande base de fans de tous les artistes arméniens. Sur Instagram, on retrouve aujourd’hui de nombreux compte fans parmi lesquels la page ‘’lilithovhannisyani_erkrpaguner’’ possède en août 2020 plus de 105 000 abonnés, devenant ainsi la plus grande page fan parmi toutes les artistes arménienne. 
Son style musical reflète des éléments arméniens traditionnels mélangés avec des composants internationaux modernes. Lilit s’intéresse grandement aux cultures musicales de différents pays du monde ce qui se reflète dans ses différentes chansons dans les styles bulgares, mexicaines , balkaniques, kazakhstanais, etc. . 
Lilit est réputée pour ses costumes vibrants et enflammés utilisés dans ses vidéoclips et ses performances, qui sont tous coproduits par son mari et elle-même. Elle dévoile des aspects pop américanisés du design dans ses vidéoclips, ainsi que ses chansons. 
En 2014, Lilit a lancé une plateforme en ligne permettant aux clients d'acheter des tenues, des robes et accessoires conçus par elle-même.  Les collections sont basées sur des robes et des accessoires que Lilit portait dans ses vidéos.  Les robes originales ne sont pas en vente et la chanteuse coud selon les commandes des clients. 

## Biographie
Née le 7 décembre 1987 à Erevan, elle est la fille d'un professeur d'arménien et de littérature. 
En 2005, elle est diplômée de l'Université d'État d'Erevan, puis elle poursuit ses études au Conservatoire Komitas d'Erevan à la faculté de jazz et de chant, dont elle est diplômée en 2011.

## Récompenses et réalisations
2007: Finaliste du projet de Hay Superstar.
2008: Le gagnant du grand prix du concours Yntsa.
2008: La révélation de l'année aux Armenian National Music Awards.
2009: La chanson «Nran» (de Lilit) est devenue la chanson la plus téléchargée.
2009: Meilleur chanteur de l'année aux Armenian National Music Awards.
2009: La meilleure bande originale de l'année (Spanvac Aghavni / Սպանված Աղավնի) aux Armenian National Music Awards.
2010: Le prix des Arméniens les plus désirables.
2011: Le meilleur duo de l'année sur le site de Hayfanat.
2011: Le meilleur duo de l'année (inchu em qez sirum) avec Mihran Tsarukyan selon Dar 21 TV Music Awards.
2012: La meilleure chanteuse de l'année selon le magazine De Facto.
2012: La meilleure vidéo de l'année (Te axchik lineir / Թե աղջիկ լինեիր) selon les Dar 21 TV Music Awards.
2012: La meilleure chanteuse de l'année selon les Dar 21 TV Music Awards.
2012: La chanteuse de l'année la plus discutée et la plus populaire selon Argamblog.
2012: La meilleure vidéo d'avril (Too-Too-Too / Թու, Թու, Թու) selon Armenia Public TV «First Channel».
2012: La meilleure vidéo de septembre (Te axjik lineir / Թե աղջիկ լինեիր) selon Armenia Public TV «First Channel».
2012: La meilleure vidéo de décembre (Ես եմ հորինել / Es em horinel) selon Armenia Public TV «First Channel».
2013: La meilleure vidéo 2013 (Es em Horinel) aux Armenian Pulse Music Awards.
2013: La meilleure chanson 2013 (Es em Horinel) aux Armenian Pulse Music Awards.
2013: La meilleure chanteuse de l'année selon les Armenia Music Awards
2014: La meilleure chanteuse de l'année selon World Armenian Entertainment
2014: La meilleure chanteuse de l'année selon les Dar 21 TV Music Awards.
2015: Le meilleur clip de danse («De el mi») de l'année selon les Dar 21 TV Music Awards.
2015: La meilleure couverture de l'année selon les Dar 21 TV Music Awards.
2016: La meilleure chanteuse de l'année selon les PanArmenian Entertainment Awards
2017: Armenia TV Music Awards Sotchi - Chanson de l'année
2018: Armenia TV Music Awards Sotchi - Chanson de l'année
2019: Certificat signé par 15 responsables de la direction de Los Angeles pour la meilleure présentation de la culture et de la musique arméniennes lors de sa tournée mondiale.